# Kampung Singkep
Kampung Singkep is een bestuurslaag in het regentschap Tanjung Jabung Timur van de provincie Jambi, Indonesië. Kampung Singkep telt 2326 inwoners (volkstelling 2010).